# Rheinsberg
Rheinsberg  er en by i  landkreis
Ostprignitz-Ruppin i den tyske delstat Brandenburg ved Rhinen. Hovedbyen og landsbyerne Kleinzerlang Flecken Zechlin har betegnelsen statsanerkendt rekreationsby.  Rheinsberg hører med et areal på 328,22 km² til blandt de arealmæssigt 100 største kommuner i Tyskland.
Byens historie er knyttet til  Schloss Rheinsberg (de). Den ligger i turistområdet Neustrelitzer Kleinseenland der er en del af Mecklenburgischen Seenplatte.

## Geografi
Rheinsberg er en del af landskabet Ruppiner Land og ligger ved søområdet  Rheinsberger Seengebiet, der er den sydvestligste del af  Neustrelitzer Kleinseenland mellem mange større og mindre søer (hovedbyen ligger ved  Grienericksee) i et afvekslende skovklædt bakkelandskab. Syd for Rheinsberg støder den til Ruppiner Schweiz og mod vest ligger  Wittstock-Ruppiner Heide, der delvis anvendes til militært øvelsesområde.
Rheinsberg ligger ved  Bundesstraße B 122 der går  fra Alt Ruppin mod Wesenberg. 
I den nordøstlige del af kommunen lå fra 1966 til 1990 atomkraftværket Rheinsberg, der var et forsknings- og forsøgskraftværk i DDR.

## Historie[1]
Kronprins Frederick, den senere Frederick den store (1712-1786), flyttede i 1736 ind i slottet i Rheinsberg med sin hustru, Elisabeth Christine. Slottet havde hans far, Kong Frederik Wilhelm 1 af Preussen købt til Frederik og dennes hustru. Frederick gennemførte en omfattende renovering og tilbygning til slottet.
Kronprins Frederick boede på slottet i Rheinsberg med sin hustru, indtil han i 1740 blev Konge af Preussen ved sin fars død.
Frederick den store gav juni 1744 sit slot i Rheinsberg til sin yngre bror, Prins Henry.
4 år efter Frederick den stores død i 1786 rejste Prins Henry en stor obelisk ved sit slot i Rheinsberg til ære for Prins Henrys yngre bror, Prins August Wilhelm.
På obelisken placerede prins Henry 28 medaljoner, der hædrer en række generaler for militære sejre.
- Frederik den Stores statue i Rheinsberg
- Obelisken i slotsparken

## Inddeling
Bykommunen  Rheinsberg består ud over hovedbyen af  16 landsbyer, og derudover en række mindre bebyggelser:

### Landsbyer
Basdorf, Braunsberg, Dierberg, Dorf Zechlin, Flecken Zechlin, Großzerlang, Heinrichsdorf, Kagar, Kleinzerlang, Linow, Luhme,  Schwanow, Wallitz, Zechlinerhütte, Zechow, Zühlen